# Valea Mare (Colonești), Bacău
Valea Mare este un sat în comuna Colonești din județul Bacău, Moldova, România.